# Серков, Сергей Васильевич
Серге́й Васи́льевич Серко́в (род. 3 января 1974, Оренбург, СССР) — советский и российский музыкант, певец, путешественник. Участник первого состава группы «Ласковый май». Впоследствии участник группы Константина Пахомова, группы «Мама», «Два капитана». С 2007 г. по 2019 г. солист группы «Ласковый май». С 1 мая 2019 года выступает сольно.

## Биография
Родился 3 января 1974 года в г. Оренбург. Мать — Брызгалова (Серкова) Надежда Ильинична (17 декабря 1949 — 13 августа 2000); отец — Серков Василий Егорович родом из Оренбурга, (16 июня 1947 — 20 июля 1994). Детство провел в частном секторе в районе Оренбурга «Маяк». Вследствие злоупотребления родителями алкоголем и отсутствием возможности у бабушки воспитывать ребенка 1 сентября 1980 Сергей попадал в интернат № 4 г. Оренбурга.
В 1985 году познакомился с Сергеем Кузнецовым. В 1986 году Кузнецов создал группу «Ласковый май», первое выступление которой состоялось в интернате № 2 г. Оренбурга. В 1988 году Кузнецов с согласия отца привёз Сергея Серкова в Москву. Он работал в группе на клавишных, а затем на ударных.
В 1990 году Сергей ушёл из группы «Ласковый май» и работал в группе Константина Пахомова на ударных. Сергей участвовал в крупных концертах, проходивших на стадионе спортивного комплекса «Олимпийский», а также являлся участником музыкальной премии «Звуковая дорожка».
В 1991—1992 годах по приглашению Кузнецова участвовал в гастрольных турах группы «Мама» в качестве ударника.
В 1994 году вместе с Андреем Шестаковым создал группу «Два капитана», записал альбом «Странная любовь».
С 1996 по 1998 год — Сергей принимал участие в концертах группы «Чернила для пятого класса» в качестве сессионного барабанщика.
В 2007 году принят Андреем Разиным в группу «Ласковый май» в качестве одного из солистов, где проработал до 1 мая 2019 года.
2019 г. — член жюри фестиваля «Ночи Домбая», член жюри международного фестиваля «Balt Prix» (Эстония-Швеция).
Участник сборных концертов «Дискотека 90-х», «Звезды дискотек 90-х». 
2019 г. — концертной деятельностью Сергея Серкова занимается технический директор Мила Праздничная.

## Творчество

### Синглы[3]
2020 — «Проводи меня домой»
2020 — «Отражение»
2020 — «Босиком и по стеклу»
2020 — «Мечта»
2020 — «Первая любовь»
2020 — «Летние грозы»
2021 — «Гуляет лето»
2021 — «Так не бывает»
2021 — «На московских улицах»
2021 — «Забуду всё»
2021 — «Этажи New Dance Version»
2021 — «Я не знаю зачем»
2022 — «Она сводит с ума»
2022 — «Я тебе не верю»
2022 — «Октябрь»
2022 — «Ты моё лето»
2022 — «Где тебя носило»
2022 — «Друг»
2022 — «Ты моя»
2023 — «Любимый враг»
2023 — «Ты моя песня»
2023 — «Вечернее кафе New Version»
2024 — «Мне нужен дождь» 
2024 — «Скрипач» 
2025 — «Ты снова приходишь»
2025 — «Ты снова приходишь. Remix»
2025 — «Тебя было мало»

### Клипы
2022 — «Первая любовь»
2023 — «Ты моя»
2023 — «Ты моя песня»

## Семья и личная жизнь
Женат, есть дочь.

## Фестивали
1. 1 августа 2019 Всероссийский Фестиваль «Ночи Домбая»[7]
2. 4 ноября 2019 г. Международный фестиваль «Balt Priks» (Эстония-Швеция)[8]
3. 28 июня 2024 года Международный фестиваль «Уральская ночь музыки»[9]